# فرنک آگون
فرنک بلاس آگون جونیور (.Frank Blas Aguon Jr) (زادهٔ ۲۱ ژوئن ۱۹۶۶)، سیاستمدار گوآمی و ستوان ارتش است. او عضو حزب دموکرات و از سال ۱۹۹۷ تا ۲۰۰۷، از سال ۲۰۰۹ تا ۲۰۱۱ و از سال ۲۰۱۳ تا ۲۰۱۹ در مجلس قانونگذاری گوآم خدمت کرده‌است. او از سال ۲۰۰۳ تا ۲۰۰۵، معاون رئیس مجلس بود.
سناتور آگون با کسب رتبهٔ اول و آرای بیشتر در انتخابات سال‌های ۲۰۱۴ و ۲۰۱۶، نسبت به کسب رتبهٔ دوم در سال ۲۰۱۲، مجدداً در انتخابات پیروز شد. آگون همچنین در انتخابات فرمانداری سال ۲۰۰۶ و ۲۰۱۰، کاندید معاون فرماندار گوآم شد و در انتخابات ۲۰۱۰، معاون کارل گوتیرز، فرماندار سابق گوآم بود. در فوریه ۲۰۱۷، آگون اعلام کرد که قصد شرکت در انتخابات ۲۰۱۸ فرمانداری گوآم را به همراه معاون خود، وکیل سابق ایالات متحده آلیسیا لیمتیاکو دارد. او در اوت ۲۰۱۸ در انتخابات مقدماتی حزب دموکرات شکست خورد. آگون در انتخابات همگانی نوامبر به عنوان نامزد نوشتنی شرکت کرد و با ۲۲ درصد آرا سوم شد.

## اوایل زندگی
آگون در ۲۱ ژوئن ۱۹۶۶ چشم به جهان گشود. والدینش فرانسیسکو بلاس آگون سینیور (زادهٔ ۱۹۳۶– درگذشتهٔ ۲۰۰۵) و مارسلینا لئون گوئررو آگون هستند. او در مزرعه‌ای در گوآم بزرگ شد. آگون در مدرسهٔ سنت فرانسیس تحصیل کرد و در سال ۱۹۸۴، از مدرسهٔ یادمان پدر دوئناس، دبیرستانی کاتولیک در مانیلاو فارغ‌التحصیل شد. او در سال ۱۹۸۸، مدرک کارشناسی خود را از دانشگاه دنور و در سال ۱۹۹۰، مدرک M.B.A را نیز از همان دانشگاه دریافت کرد.

## زندگی شخصی
آگون با جنیفر آنکانکو لویان ازدواج کرده‌است. همسرش عضو تیم سافت بال زنان بوده و در بازی‌های میکرونزی سال ۱۹۹۸ در پالائو، مدال طلا برای گوآم به دست آورد. آنها چهار فرزند دارند. آگون عضو کلیسای کاتولیک سنت فرانسیس در گوآم است.

## حرفهٔ سیاسی
آگون در سال ۱۹۸۸ شروع به فعالیت در دولت کرد. او به عنوان مدیر وزارت بازرگانی گوآم، تحلیلگر مالی و رئیس شورای برنامه‌ریزی منطقه‌ای گوآم خدمت کرده‌است. آگون در سال ۱۹۹۹ در گارد ملی هوایی گوآم نام‌نویسی کرد. او در سال ۲۰۰۷ و ۲۰۰۸ به عنوان عضوی از گروه عملیات آزادی بلندمدت به افغانستان اعزام شد.

## مجلس قانونگذاری گوآم
آگون برای اولین بار در سال ۱۹۹۷ در بیست و چهارمین مجلس قانونگذاری گوآم به عنوان سناتور انتخاب شد.
او از آن زمان تاکنون در شش دورهٔ دو ساله در مجلس قانونگذاری خدمت کرده‌است. در سال ۲۰۰۳، آگون برای یک دوره، معاون رئیس مجلس بود. وظایف او در مجلس شامل رسیدگی به امور جزایر میکرونزی، کهنه سربازان، امور نظامی و همچنین مسائل مرتبط با آموزش بوده‌است.

### مبارزهٔ انتخاباتی آندروود - آگون (۲۰۰۶)
آگون در سال ۲۰۰۶، دستیار کاندیدای انتخابات فرمانداری گوآم، رابرت آنکلیتس آندروود بود. در سپتامبر، گروه انتخاباتی آندروود-آگون، پس از شکست فرماندار سابق کارل گوتیرز و سناتور بی‌جی کروز، در انتخابات مقدماتی پیروز شدند، و بعد از آن، در حال حاضر، گوتیرز از سوی نمایندهٔ سابق کنگره، آندروود حمایت می‌شود. با این حال، گروه انتخاباتی آندروود-آگون در انتخابات همگانی از فرماندار فعلی جمهوری‌خواه، فلیکس پرز کاماچو و معاون فرماندار مایکل کروز شکست خورند.

### مبارزهٔ انتخاباتی گوتیرز- آگون (۲۰۱۰)
در سال ۲۰۱۰، کارل گوتیرز، فرماندار سابق گوآم، آگون را به عنوان معاون فرماندار خود در انتخابات فرمانداری سال ۲۰۱۰ برگزید. گوتیرز و آگون بدون هیچ رقیبی در انتخابات مقدماتی شرکت کردند و این اولین انتخابات مقدماتی بلامنازع دموکرات‌ها برای فرمانداری در چهل سال گذشته بود. آنها در انتخابات مقدماتی، ۸۱۴۰ رأی به دست آوردند.
گوتیرز و آگون در انتخابات همگانی سال ۲۰۱۰ از ادی بازکالوا و ری تنوریو با ۴۸۷ رأی شکست خوردند. آگون به همراه گوتیرز شکایتی را در اعتراض به بازشماری آرا به ثبت رساند. در فوریه ۲۰۱۲، آگون شکایت خود را پس گرفت.

### بازگشت به مجلس قانونگذاری گوآم
در سال ۲۰۱۲، آگون یکبار دیگر به عنوان سناتور در مجلس قانونگذاری گوآم نامزد شد. او همچنین با مسئول امور مالی کمپین انتخاباتی، جی آرتور «آرت» چان جونیور که مهندسی از شرکت ساختمانی راک هاوایی است، همکاری کرد. آگون که به تازگی دوباره وارد عرصهٔ سیاست شده بود، از سه سناتور فعلی، رأی بیشتری آورد و در انتخابات مقدماتی حزب دمکرات با ۷۵۷۲ رأی، به رتبهٔ دوم رسید.

## سی و دومین مجلس قانونگذاری گوآم
سناتور آگون در ۷ ژانویه ۲۰۱۳ با حضور همسرش جنیفر و فرزندانش به منصب خود بازگشت و به عنوان سناتور و رئیس جابجایی ارتش گوآم، امنیت ملی، امور کهنه سربازان و قوهٔ قضاییه سوگند یاد کرد.
در ۲۵ ژانویه ۲۰۱۳، سناتور آگون، لایحهٔ شماره‌ی۲۴–۳۲ قانون مشروح گوآم در رابطه با معافیت کارمزدها برای خویشاوندان نزدیک شهدای قهرمان را مطرح کرد.
در دسامبر ۲۰۱۴، سناتور آگون، لایحه‌ای برای اصلاح بخش یک قانون عمومی ۳۲–۲۰۸ که در رابطه با حذف «سناتورهای مجلس قانونگذاری گوآم» از قانون دستمزد رقابتی سال ۲۰۱۴ بود را مطرح کرد.
در دسامبر، سناتورها آگون و رودریگز، لایحهٔ شماره‌ی۳۲–۴۱۲ قانون مشروح گوآم در رابطه با اجبار متخصصین سقط جنین به درج سن جنین در گزارش‌های سقط جنین را مطرح کردند.

## انتخابات ۲۰۱۴
در ۲۵ ژوئن ۲۰۱۴، آگون به عنوان سناتور دموکرات، برای نامزدی در سی و سومین مجلس قانونگذاری گوآم در هیئت انتخابات گوآم نام‌نویسی کرد. در حال حاضر، مسئول امور مالی کمپین انتخاباتی آگون، اپیفانیو وینستون ام الیسیتو است که جایگزین جی آرتور چان جونیور شد.
سناتور آگون در این انتخابات با ۶۵۵۶ رأی یا ۷۹٫۳ درصد از آرای اولیهٔ دموکرات‌ها در جایگاه اول قرار گرفت. او با کسب آرای بیشتر در سال ۲۰۱۴ نسبت به رتبهٔ دوم خود در سال ۲۰۱۲، با کسب رتبهٔ اول، مجدداً در انتخابات پیروز شد.

## سی و سومین مجلس قانونگذاری گوآم
آگون پس از کسب رتبهٔ اول در انتخابات سراسری گوآم، از سوی همکارانش در سی و سومین مجلس قانونگذاری گوآم به عنوان رئیس جابجایی ارتش گوآم، امنیت ملی، امور کهنه سربازان و قوهٔ قضاییه انتخاب شد.

## انتخابات ۲۰۱۶
در ۱۳ ژوئن ۲۰۱۶، آگون به عنوان سناتور دموکرات، برای نامزدی در مجلس قانونگذاری گوآم در هیئت انتخابات گوآم نام‌نویسی کرد. او با کسب آرای بیشتر در سال ۲۰۱۶، مجدداً با رتبهٔ اول در انتخابات پیروز شد.

## انتخابات ۲۰۱۸

### مبارزهٔ انتخاباتی آگون – لیمتیاکو (۲۰۱۸)
در ۲۱ فوریه ۲۰۱۷، آگون اعلام کرد که قصد شرکت در انتخابات ۲۰۱۸ فرمانداری گوآم را به همراه معاون خود، آلیسیا لیمتیاکو، وکیل سابق ایالات متحده (گوآم و جزایر مشترک‌المنافع ماریانای شمالی) و دادستان کل گوآم دارد تا اینکه این موضوع در اکتبر ۲۰۱۷، تأیید شد. آنها با لو لئون گوئررو و معاونش جاش تنوریو، با فرماندار سابق کارل گوتیرز و معاونش فرد بوردالو و با دنیس رودریگز و معاونش دیو کروز به رقابت خواهند پرداخت. آنها اخیراً سه گروه انتخاباتی دیگر را پس از بردن لئون گوئررو/تنوریو از دست دادند و همچنین با شکست‌های پی در پی گوتیرز/بوردالو و رودریگز/کروز با ۳۲ درصد آرای اولیه به نامزدهای رسمی تبدیل شدند.